# Pokito a poko
Pokito a poko è un album del gruppo Chambao.

## Tracce
1. Mi primo Juan
2. Pokito a poko
3. Uleré
4. Camino interior
5. Roé por la escalera
6. Dibujo en el aire
7. Como la luz
8. Sueño y muero
9. Como lo siento
10. Chicuelo
11. Te la creio tú